# Hästhov
Hästhov eller tussilago (Tussilago farfara L.) är en perenn korgblommig växt med små gula blommor. 

## Systematik
Hästhov beskrevs av Carl von Linné och placeras idag som ensam art i släktet hästhovar (Tussilago) även om mer än tjugo andra växter vid något tillfälle har ansetts tillhöra släktet. Flertalet av dess arter placeras idag i släkten som Chaptalia, Chevreulia, Farfugium, Homogyne, Leibnitzia, Petasites och Senecio.

## Beskrivning
Hästhov är en perenn ört som sprider sig med frön och långa underjordiska utlöpare från jordstammar.
Blommar tidigt på våren, ibland så tidigt som februari men oftare i april och maj.
Fröna kan bidra till snabb spridning och kan under goda förhållanden även gro snabbt. Fröna saknar dock groningsvila och kan därför inte bygga upp en fröbank i marken.
Den uppträder ofta i grupper med många plantor.
Växten är ofta 10 – 30 cm hög.
| Maskros |  | Hästhov |
| Maskros |  | Hästhov |

Den gula blomman, som ytligt påminner om en liten maskros, börjar blomma på den bladlösa stammen. Bladen, som till konturen påminner om spåret efter en hästhov, därav namnet, växer fram först sedan blomningen är över. Bladen kantas av vinklade spetsar. Tussilagons blomning är viktig för tambin och vilda småbin.
Det är enbart blommorna i mitten, som har nektar och ståndare med pollen. Självpollinerade mittblommor har dålig grobarhet. Kantblommorna är enbart honliga.

### Blomningstid, karta
- I Norden .

Kartan avser blomningstidens början. Blomningen pågår sedan under ca 3 veckor.

## Habitat
Hästhoven är ursprunglig i Europa, Asien och Nordafrika, från Svalbard i norr till Marocko söder, och till Kina och Ryska fjärran östern i öster.
Den är även vanlig i Nord- och Sydamerika där den introducerats, förmodligen av nybyggare som en medicinalväxt.
I vissa områden kategoriseras den som en invasiv art.  
På Småländska höglandet mindre vanlig.
I södra Norge, på Hardangervidda, upp till 1 390 m ö h.
I norra Norge upp till 800 m ö h.

### Utbredningskartor
- Norden [död länk]
- Norra halvklotet [död länk]

## Biotop
Leriga ställen, kalkgynnad. Växer ofta vid vägkanter eller dikeskanter.

## Hästhov och människan

### Användning
Tussilago har använts inom folkmedicin. Bladen användes för att göra en dekokt mot hosta, hästhovegräsvatten.
Enligt Linné (1755) röktes även bladen som tobak, vilket var en metod mot hosta och astma som omskrivits redan av Plinius den äldre. Växten innehåller alkaloider av pyrrolizidin, C7H13N, vilket är mycket kraftiga gifter som påverkar levern.
Hästhoven har använts vid framställning av fnöske.

### Ogräs
Tussilago är även ett vanligt ogräs på åkrar. Hästhov trivs bra på leriga jordar med dålig dränering och kan på grund av dess djupgående stamutlöpare, som kan nå under plogdjup, vara svår att bli av med. För att bekämpa tussilago i fält kan upprepad jordbearbetning tillämpas eftersom det gradvis försvagar utlöparsystemet. Hästhovens kompensationspunkt, då den är känsligast för störning, är vid tre till fem blad och det är då bearbetningen bör ske för att ha störst effekt. Effekten av jordbearbetning blir sämre under hösten på grund av att hästhoven utvecklar få eller inga nya skott under den perioden, vilket innebär att hästhoven är svår att utarma helt.
Om förhållandena tillåter är därför vårplöjning oftast bra för bekämpning av tussilago. Grödan får en konkurrensfördel på grund av hästhovens försenade uppkomst enligt SLU. Hästhov är även konkurrenskänslig när det gäller ljus och bearbetningen bör därför kombineras med en konkurrenskraftig gröda med kraftigt bestånd för en så effektiv bekämpning som möjligt.

### Etymologi
Släktnamnet Tussilago, beskrivet av Linné, härstammar från latinets tussis, som betyder "hosta" och ago, en böjningsform av agere, som betyder "fördriva". Sammantaget kan det vetenskapliga namnet översättas till "fördrivare av hosta".
Artepitetet farfara är hämtat från det toskanska namnet på växten, Farfara.
Numera är det vanligt att använda det vetenskapliga namnet tussilago som trivialnamn, och det har trängt ut det äldre folkliga namnet "hästhov".
Namnet hästhov syftar på att växtens blad till utseendet liknar spåret efter en hästhov.

### Bygdemål
| Namn       | Trakt         | Referens | Förklaring                                                                                             |
| ---------- | ------------- | -------- | --- |
| Folafötter | Västergötland | [ 15 ]   | Fola = fåle, d v s häst. Alltså egentligen hästfötter, hästhov(ar)                                     |
| Lerblad    | Dalarna       | [ 16 ]   | Trivs i lerig mark                                                                                     |
| Hovgräs    |               | [ 17 ]   | Förr gjorde man ingen skillnad på örter och gräs. Sålunda kallades det vi idag menar är örter för gräs |
| Lerskreppe |               | [ 17 ]   | Trivs i lerig mark                                                                                     |
| Skrep      |               | [ 17 ]   | |
| Skreppe    |               | [ 17 ]   | |

## Bilder

Klicka på en bild för förstoring. Kan göras upprepade gånger.
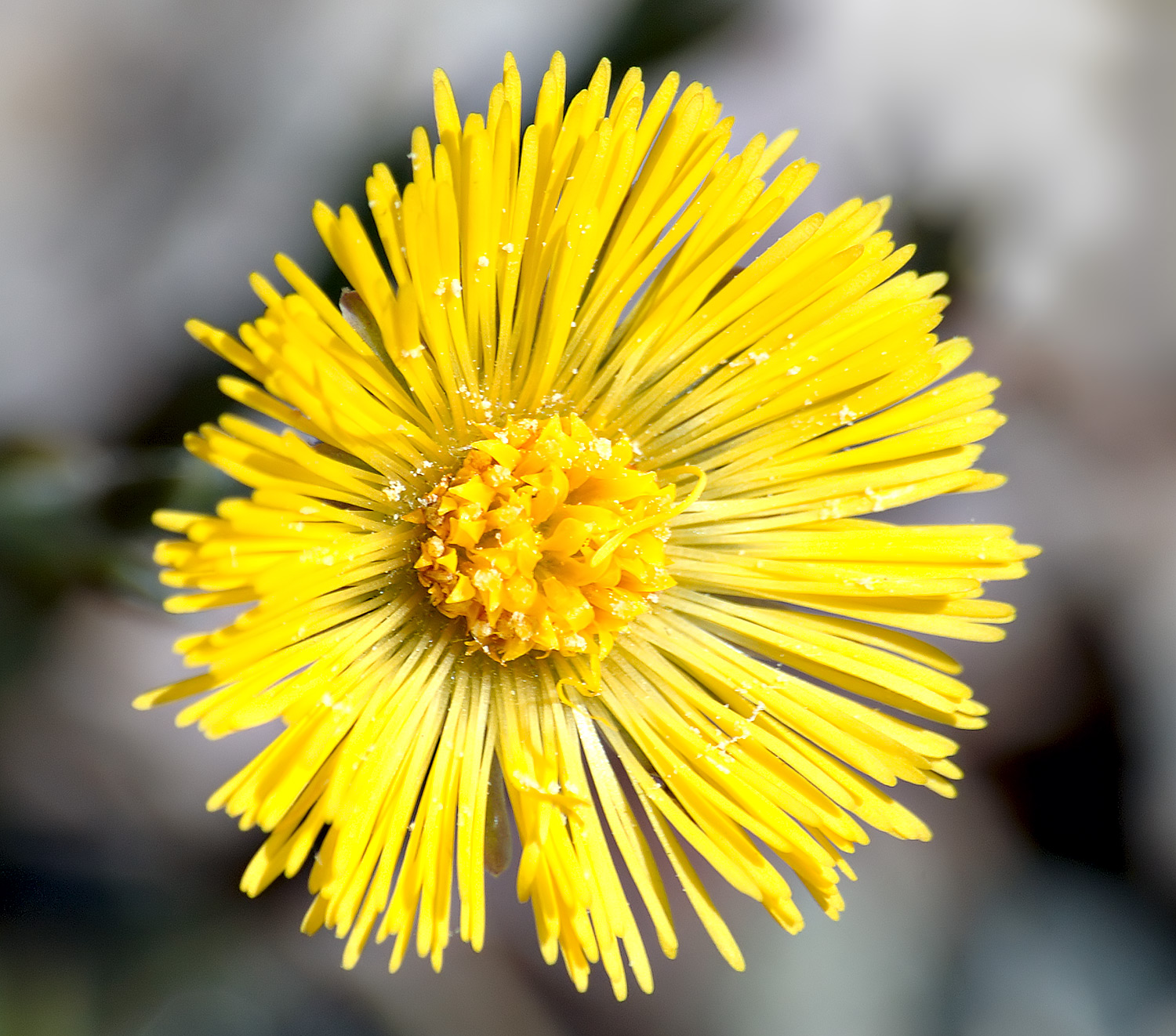
I kanten sitter enkönade honliga blommor, och i mitten enkönade hanliga blommor.
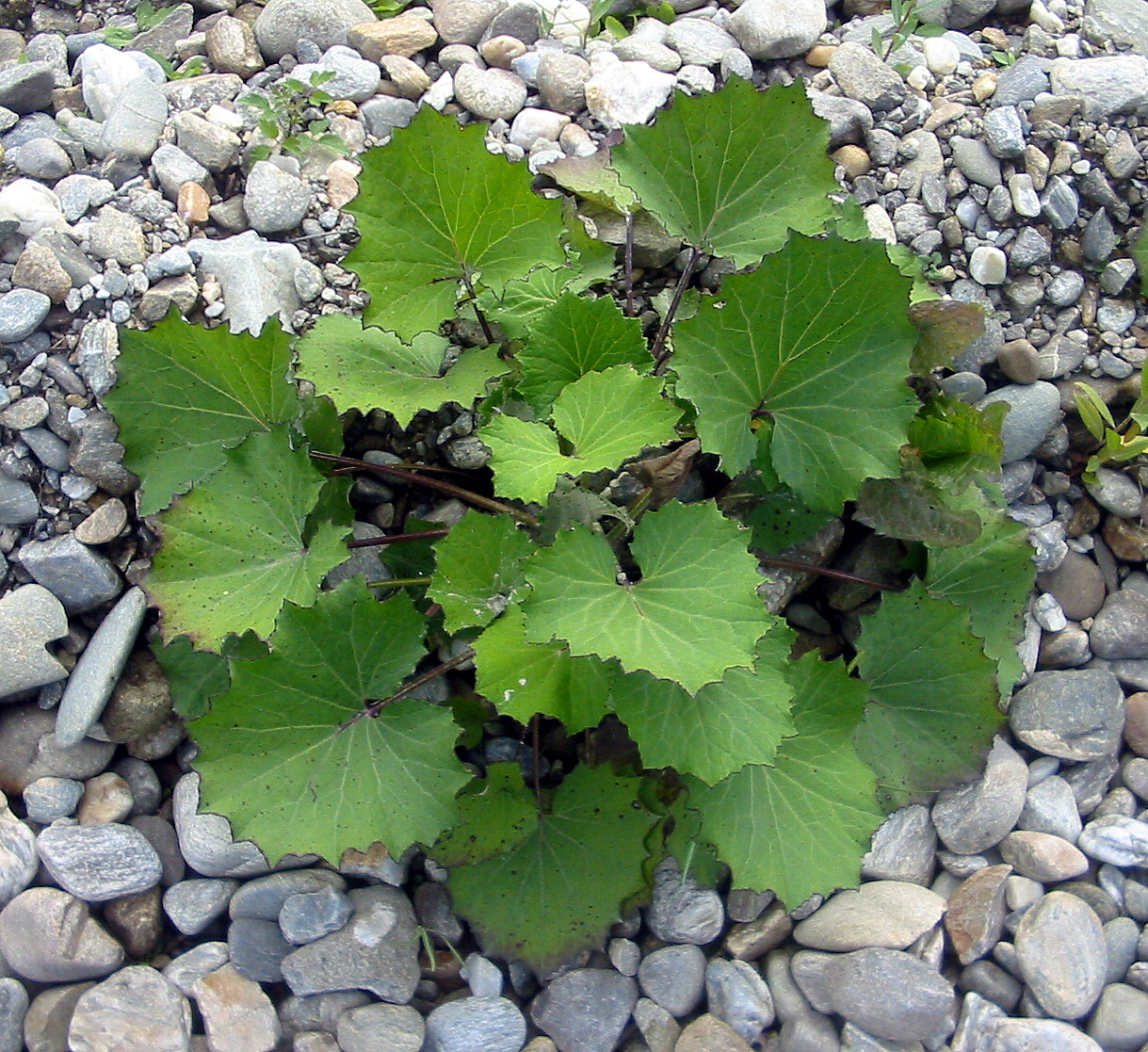
Hästhovblad
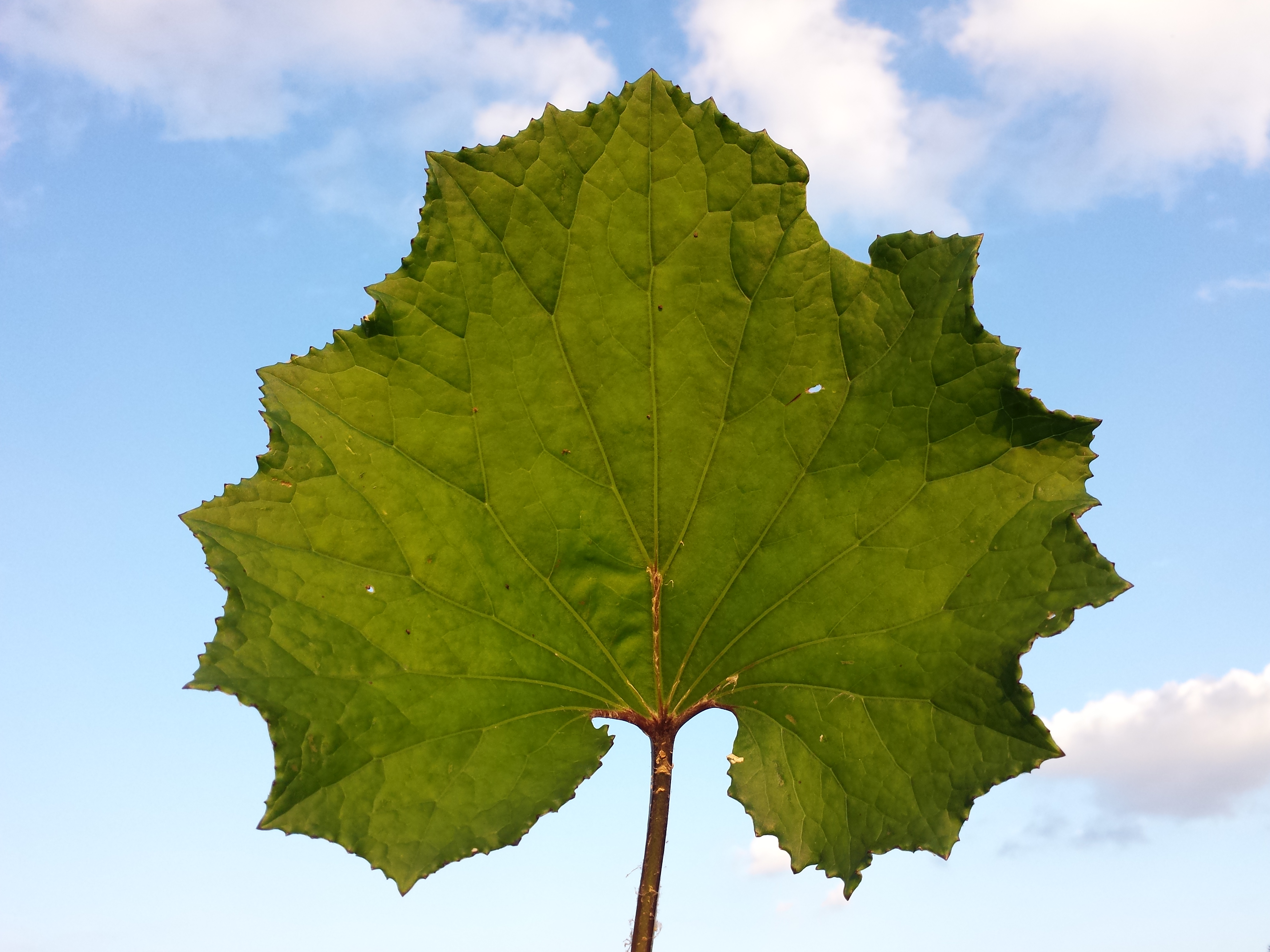
Ovansidan av ett blad.
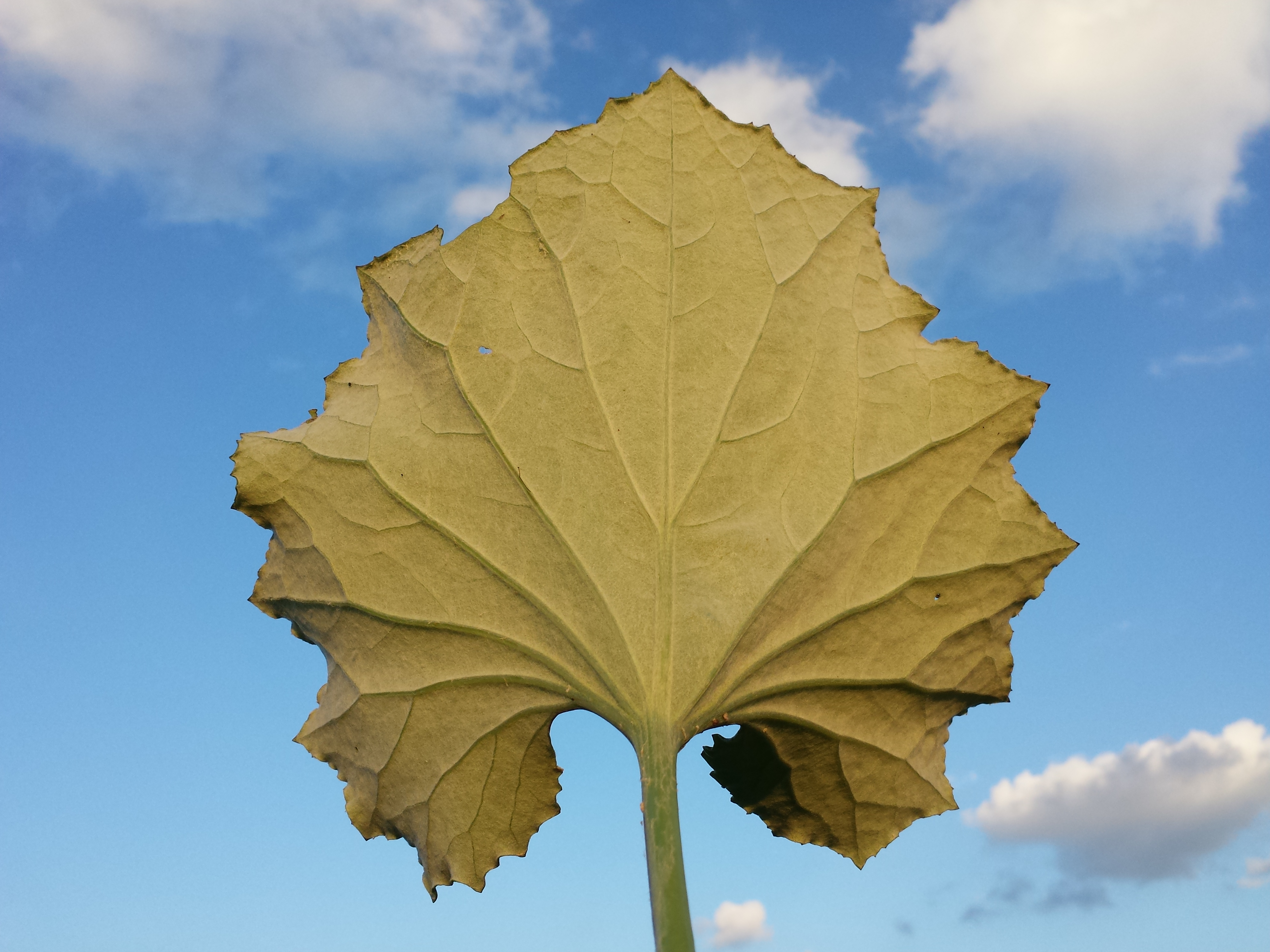
Undersidan av ett blad.
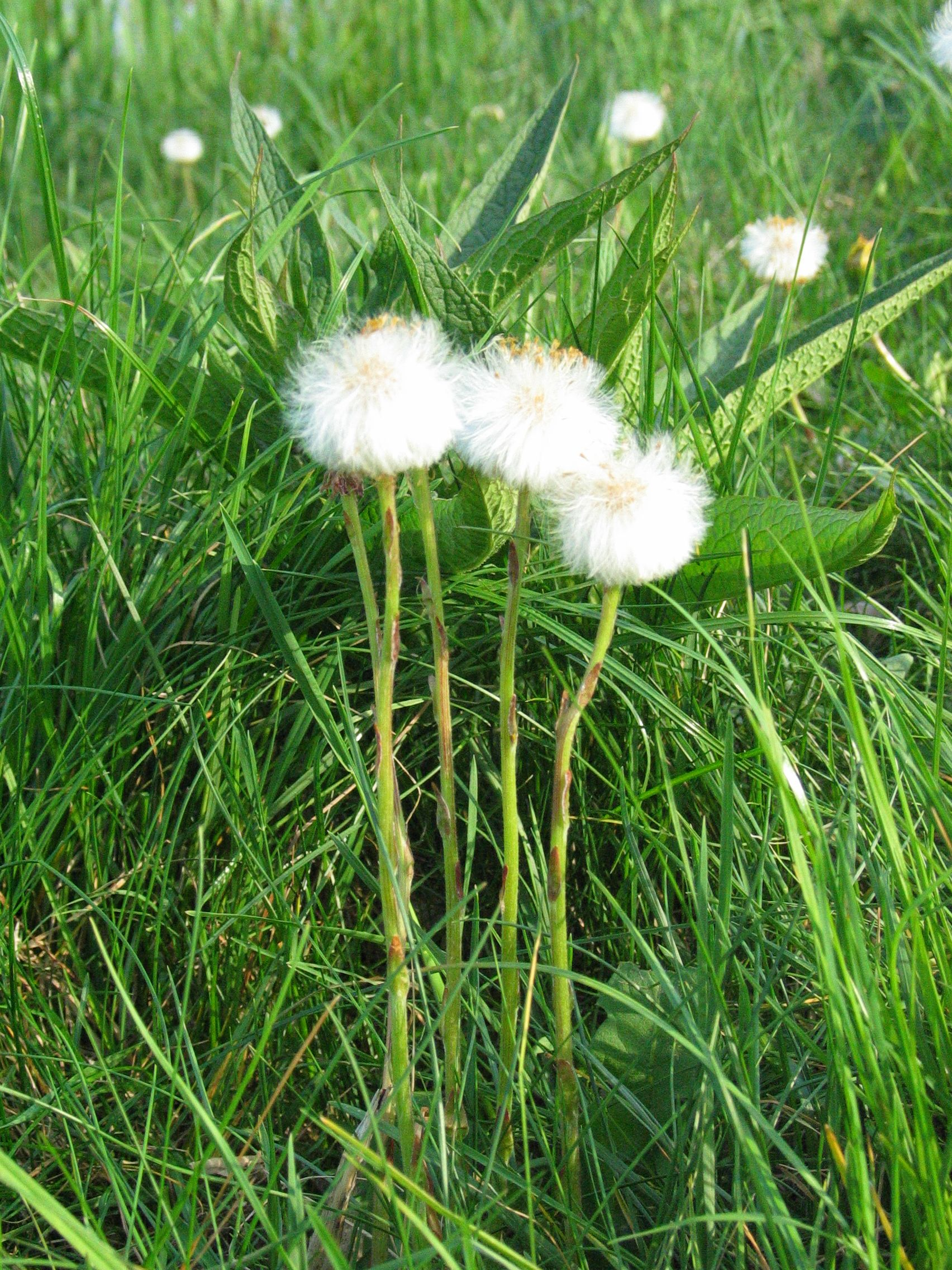
Överblommad
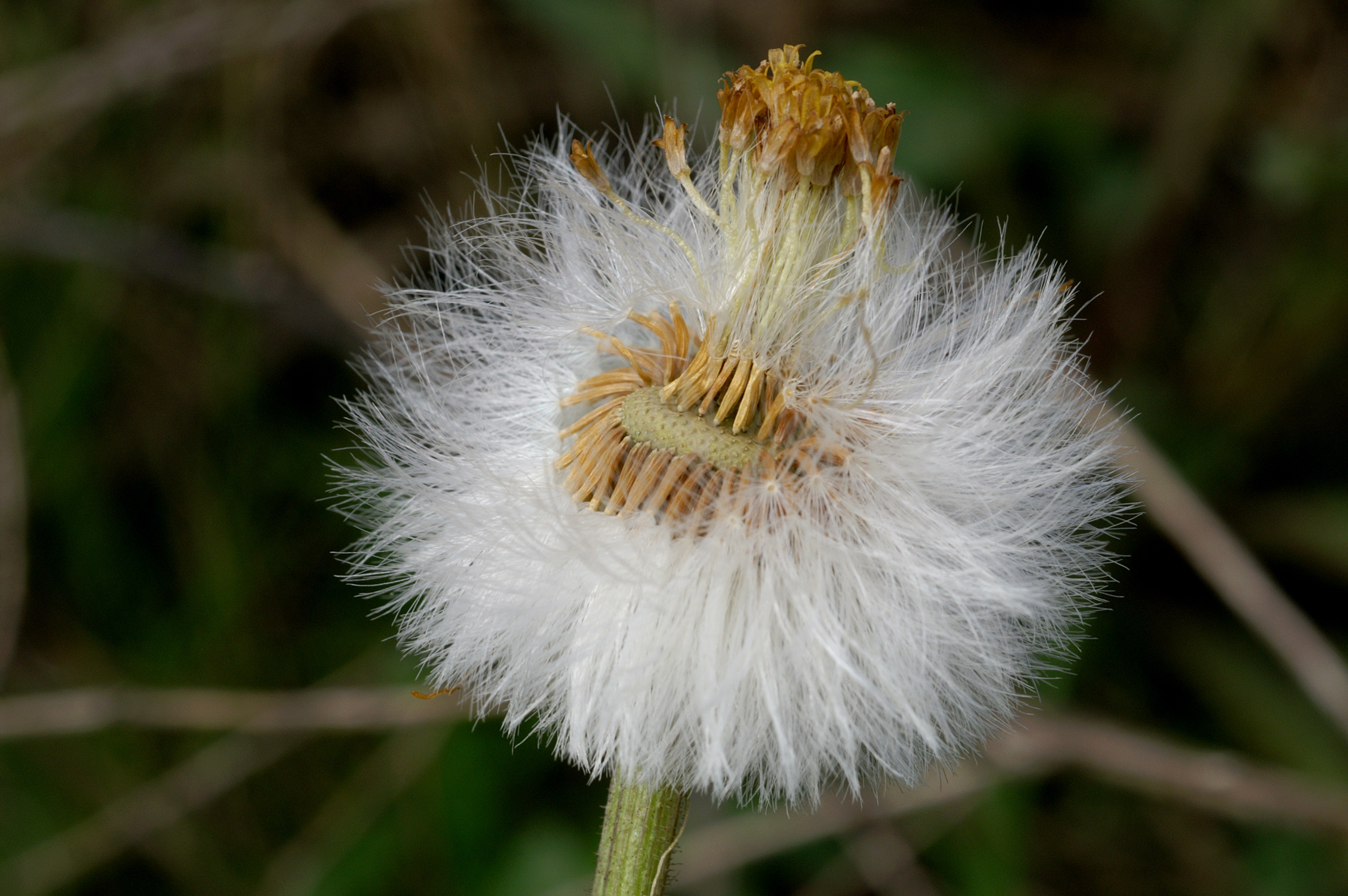
Frukter